# اندیس گزو ۱
گزو ۱ یک اندیس فلزی است که در حوالی شهر رباط خوشاب استان خراسان قرار دارد و مادهٔ معدنی موجود در آن، مس است.سنگ میزبان این اندیس گرانودیوریت، آهک، ماسه سنگ، شیل است و دیرینگی آن به دوران تریاس - ژوراسیک می‌رسد. در این اندیس، پاراژنز‌های کالکوسیت، کالکوپیریت، یافت می‌شوند.